# Credința în Allah
În islam, principiile credinței în Allah, sunt prezentate clar și detaliat în Al-Imanul Mufassal: „Amentu billahi ue melaiketihi ue kutubihi ue rusulihi uelieumil-akhiri uel-qaderi khairihi ue șerrihi minallahi te’ala uel-be’athu be’adel-meut ” ( Cred în Allah, în îngerii Lui, în cărțile Lui, în trimișii Lui și în Ziua Judecății și cred că orice lucru bun sau rău este poruncit de Allah, Atotputernicul și cred în viața de după moarte)

## Unicitatea lui Allah (Teuhid)
Teuhid înseamnă unicitatea lui Allah și este cea mai importantă parte din Iman (Credința). Acesta este cel mai important principiu al credinței islamice, deoarece spune că tot ce există pe pământ vine de la singurul și unicul creator, Allah. 
Teuhid mai înseamnă și credința omului în Allah cu toate puterile lui ( Allah este Atoateștiutor, Atotînțelept și Atotputernic). Prima datorie a musulmanului este mărturia de credință: „La illaha illa allah; Muhammedun rasulullah” ( Nu există alt Dumnezeu în afară de Allah; Muhammed (Pacea și binecuvântarea lui Allah fie asupra lui) este trimisul lui Allah)
Credința în Allah, implicit înseamnă și credința în predestinare (al-qadr). Chiar dacă totul în univers, are un curs predeterminat și nimic nu se poate întâmpla fără voința și știrea lui Allah, care cunoaște prezentul, trecutul și viitorul oricărei creaturi, asta nu înseamnă că omul nu are libertatea voinței.

## Profeția (Risalah)
Cele trei componente sunt: îngerii lui Allah (mala’ikah), cărțile lui Allah (kutubullah) și mesagerii lui Allah (rusulullah)
Risalah este forma de comunicare între Allah și umanitate, așadar, Allah a trimis profeți și mesageri fiecărei națiuni, în vremuri diferite, pentru a readuce pe calea cea dreaptă (siratal-mustaqim) oamenii, Coranul fiind ultima carte a învățăturii lui Allah.
Musulmanii trebuie să creadă în toți mesagerii și profeții, învățătura lui Allah pentru umanitate începe cu Adam și se termină cu Muhammed
Îngerii sunt o creație specială a lui Allah, ei au fost creați din lumina divină, oamenii din lut iar djinni din foc. Acestora li s-au dat calitățile necesare și puterea sa-și îndeplinească îndatoririle, însă nu li s-a dat o vointă proprie. Îngerii se supun întotdeauna lui Allah și niciodată nu-i ies din cuvânt, ei nu obosesc niciodată, nu au nevoie de somn, nici de lucrurile de care oamenii au nevoie. Oamenii pot vedea îngerii doar în momentul în care aceștia apar transpuși în formă umană. Există 14 categorii de îngeri, însă cei mai impunători sunt Jibra’il ( Gavril), a adus revelația de la Allah, profetului Muhammed; ‘Izra’il (Azrail), numit și îngerul morții ( malakul maut), este cel răspunzător de sfârșitul vieții; Israfil, va suna din trâmbiță de doua ori la sfârșitul lumii și în Ziua Judecății; Mikail (Mihail), cel care asigură hrana trupului și a sufletului.
Un musulman crede în toate cărțile revelatoare care sunt menționate în Coran. Acestea sunt: Taurat ( Tora) a lui Moise; Zabur (Psalmii) a lui David; Injil (Învățătura) a lui Isus și Coranul, revelat lui Muhammed. Coranul mai menționează și Suhuf-i-Ibrahim (pergamentele lui Avraam)

## Viața după moarte (Akhirah)
Moartea este un eveniment natural pentru toate lucrurile vii. Credința în Akhirah este foarte importantă pentru musulmani, deoarece este strict legată de credința în ziua judecății, cu recompensarea binelui și pedepsirea răului. Cel mai simplu mod pentru răsplata în ziua judecății, este să fie urmată calea profetului.